# 苏美拉修道院

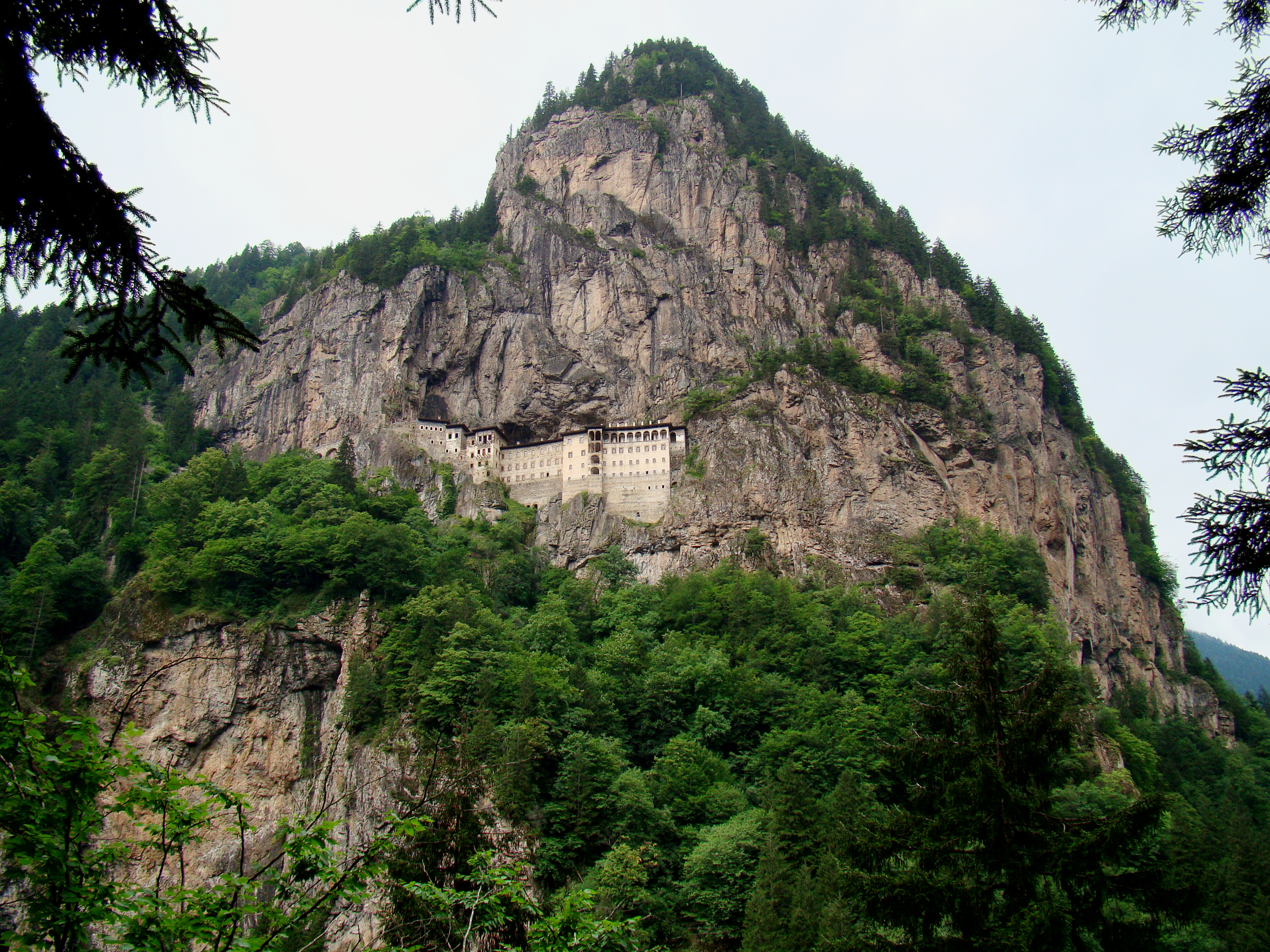
从山脚眺望苏美拉道院

苏美拉修道院(希臘語：Μονή Παναγίας Σουμελά)是一座位于土耳其特拉布宗马奇卡的正教会修道院。道院属于君士坦丁堡普世牧首管辖。每年吸引希腊、俄罗斯等正教会国家的游客前来朝圣。道院面朝阿尔坦德勒峡谷，坐落在1200米高的悬崖之上。道院建于公元386年，时值罗马帝国狄奥多西一世在位时期。在千余年的历史中，此院受到东罗马帝国、特拉布宗帝国及奥斯曼帝国历代帝王的保护与维修。1923年，由于希土人口交换，道院遭到废弃。1930年，火灾烧毁了道院的木造建筑。此后数十年间，道院经受了不时的盗劫与毁坏。2010年，土耳其政府许可了君士坦丁堡教会复兴道院中的事奉圣礼。2012年，土耳其政府出资修复了苏美拉道院。至2018年9月已完成了部分修复，特拉布宗当地政府称，在当年的前八个月中，修道院接待了约三十万名游客。